# Aleksander Michalski

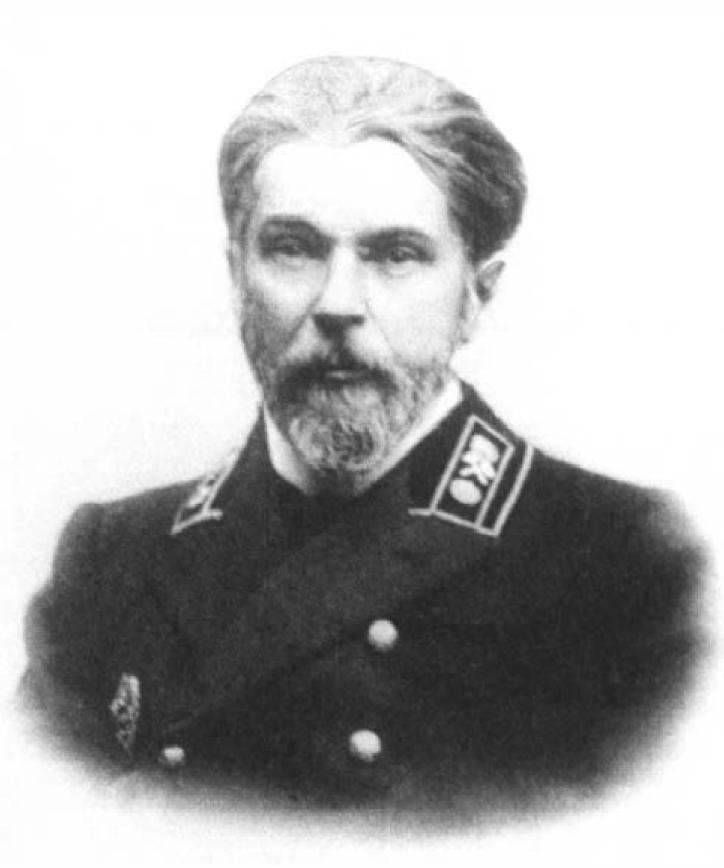
Aleksander Michalski – fotografia zamieszczona w wydanym przez Komitet Geologiczny w Petersburgu "Sborniku nieizdannych trudow A.O. Michalskago" (1908)

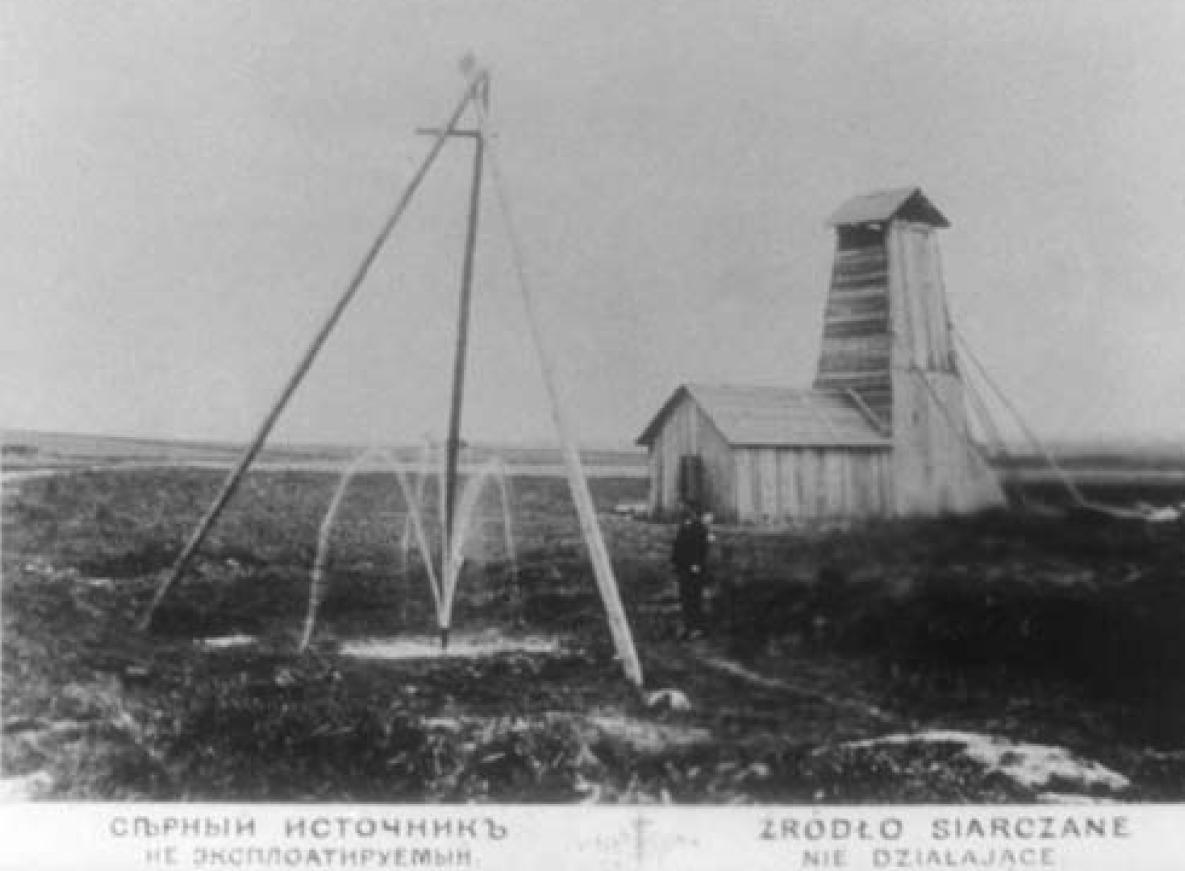
Odwierty wody wykonane w Busku przez geologa Aleksandra Michalskiego – ujęcie nr 3 i wiertnia ujęcia nr 4, na drugim planie. Fotografia z 1894 r.

Aleksander Michalski (ur. 1855, zm. 3 grudnia 1904 w Krakowie) – jeden z najwybitniejszych polskich geologów.

## Życiorys
W 1878 ukończył studia w Instytucie Górniczym w Petersburgu. Zajmował się paleontologią, stratygrafią, kartografią geologiczną i geologią złożową. Był członkiem Komitetu Geologicznego w Petersburgu. Mniej znane są jego badania hydrogeologiczne i zasługi dla  uzdrowiska w Busku. Pochowany jest w Krakowie, na cmentarzu Rakowickim, kw. XIIIa.
W 1883 r. wykonał badania i mapę południowo-zachodniej części ówczesnej guberni kieleckiej. Wyniki tych prac opublikował w 1884 r.
W tym samym roku, 1883, dzięki staraniom ówczesnego dzierżawcy buskiego zakładu zdrojowego, dr Dobrzańskiego, Aleksander Michalski został wydelegowany do Buska celem dokładniejszego zbadania tutejszych warunków geologicznych i dokonania odwiertów świdrowych mających udostępnić nowe źródła wody mineralnej. W ramach tych prac inżynier Michalski wykonał 4 odwierty, z których uruchomił nowe ujęcia wód leczniczych:
- nr 1, o głębokości 44 m, miał wydajność z samowypływu 60 m³ na dobę – było eksploatowane do 1947 r., dla uczczenia jego odkrywcy, nazwano go źródłem Michalskiego.
- nr 2, o głębokości 61 m, miał wydajność z samowypływu 146 m³ na dobę, było eksploatowane do 1972 r.
- nr 3, o głębokości 57 m, miał wydajność 84 m³ na dobę,
- nr 4, o głębokości 81 m, miał wydajność z samowypływu 68 m³ na dobę. W latach 1927–1928 wykonano otwór zastępczy 4a, który po kolejnych rekonstrukcjach i renowacjach był eksploatowany do 1991 r. Obecnie rozważa się jego kolejną rekonstrukcję. Ujęcie to od 1974 r. nosi nazwę Aleksander na cześć odkrywcy, Aleksandra Michalskiego.

Ujęcia wiertnicze wykonane przez Michalskiego miały w sumie ponad dwukrotnie większą wydajność niż do tej pory wykorzystywane ujęcia studzienne.
W 1887 r. Michalski opublikował artykuł traktujący bezpośrednio o problematyce buskich wód mineralnych i ich genezie. Stwierdził w nim, że wody te tworzą się dzięki ługowaniu składników z gipsowych osadów mioceńskich przez wody
opadowe i wody słodkie piętra kredowego, a gromadzą się w izolowanych zagłębieniach opok kredowych, podścielających skały kenozoiczne.
W 1893 r. Michalski opublikował pracę, w której m.in. wskazał na nieracjonalność ujęć studziennych, a także użytkowanie ich jako rezerwuarów wody mineralnej, zasugerował w niej zaś i uzasadnił konieczność przejścia na system eksploatacji otworowej.